# Bitka kod Mohača 1687.
Druga mohačka bitka ili Haršanjska bitka (mađ.: nagyharsányi csata, Szársomlyó hegyi csata, második mohácsi csata, villányi csata; tur.: İkinci Mohaç Muharebesi, njem.: Schlacht bei Mohács, Schlacht am Berg Harsány) bitka je koja se 12. kolovoza 1687. godine odigrala na Szársomlyu odnosno na obroncima Viljanske planine (brda Haršanja) između snaga Svete lige i Osmanskog carstva.
Austrijske, bavarske, ugarske i hrvatske postrojbe su izvojevale pobjedu nad turskim postrojbama. Bitka je iz propagandnih razloga imenovana kao druga mohačka bitka, da bi se podiglo moral kršćanskim zemljama, jer je pobjedom u ovoj bitci kršćanska vojska uzvratila Turskom Carstvu za poraz u prvoj mohačkoj bitci koja se odvila 1526. četrdesetak km dalje.

## Tijek događaja
Carski vojskovođe su nastojali uvući velikog vezira u bitku. Prvo su prešli Dravu, a onda su izveli povlačenje prema Mohaču. Veliki vezir je sa svog kampa mogao promatrati mjesto mohačke bitke iz 1526. Utaborio se kod Branjina Vrha uz rječicu Karašicu. Karlo Lotarinški se kretao pravcem Mohač – Šikloš preko brda Szársomlya, gdje su se dvije vojske srazile.
Sukob kršćanskih i turskih snaga je završio porazom Turskog Carstva. Osam tisuća turskih vojnika je palo u bitci, mnogo ih se bježući utopilo u Karašici i Dravi. Potpuno iskorištavanje učinka pobjede (povratak Beograda pod kršćansku vlast) nije uspjelo zbog nesloge među vođama kršćanske vojske. Pobjeda je postigla važan psihološki učinak: koliko je kršćanski poraz u prvoj mohačkoj bitci 1526. značio ugarski poraz (Turci su nazivali polje sreće), toliko je turski poraz u drugoj mohačkoj bitci bio ozbiljnim udarom na moral turskih snaga. Mnogi povjesničari iz tog razloga smatraju ovo ime boljim. U boju se istaknuo kao vješti progonitelj turskih snaga mladi Eugen Savojski.

## Prethodni događaji
Veliki turski rat je započelo Osmansko Carstvo bečkom opsadom 1683. Prijelomnica ratne inicijative je bila bitka kod Kahlenberga 12. rujna 1683. Od rujna 1683. je inicijativa prešla na carske snage. U godinama što su uslijedile su vojske predvođene Karlom Lotarinškim osvojile mnoge tvrđave koje su držali Turci: Ostrogon, Vacija, Pešta. Nakon što su carske snage uspješno opsjedale Budim, 1686. su ga i oslobodile. Krajem 1686. su Turci pokušavali doći do nekakvog primirja, no Habsburzi su sada vidjeli prigodu osloboditi cijelu Ugarsku te su odbili sve te mirovne ponude.
U Beču su travnja 1687. odlučili poduzeti daljnje vojne akcije. Glavni dio vojske (oko 40 tisuća vojnika) pod zapovjedništvom vojvode Karla Lotarinškog se kretalo duž Dunava prema Osijeku, gradu na Dravi, dok su se druge postrojbe (oko 20 000 ljudi) pod zapovjedništvom elektora Maksimilijana Emanuela Bavarskog kretale duž Tise prema Szolnoku i prema Petrovaradinu. Sredinom srpnja su se te dvije vojske spojile na Dunavu. Suprotno njima, turska vojska (oko 60 tisuća ljudi) pod zapovjedništvom velikog vezira Sari Sulejman-paše je mirovala kod Osijeka u uređenom taboru pred glavnim prijelazom preko Drave (8 km dugi drveni Sulejmanov most). Krajem srpnja dio Carske vojske pod zapovjedništvom vojvode Karla prešao je Dravu kod Valpova gdje je postavljen bojni raspored radi izazivanja turskog napada. Unatoč tome, turske vojska ostala je pasivna, zadovoljavajući se topničkim napadima na zaklone, mostove i riječnu obalu.
Zbog terenskih uvjeta vojvoda Karlo Lotarinški nije mogao jasno osmatrati utvrđeni turski tabor da bi mogao zapovjediti napad na nj. Stoga je odlučio čekati nekoliko dana dok se vidljivost na mostobranu ne poboljša. Zbog ovog su ga kritizirali njegovi podzapovjednici i car Leopold I., a njegovo oklijevanje za napad je vođa neprijateljskih snaga, veliki vezir shvatio kao da je to znak da je habsburškim postrojbama nizak moral. Vještim manevrima početkom kolovoza je prisilio habsburšku vojsku neka se pomakne uz Dunav prema Mohaču, prema utvrđenim turskim položajima. Tursko Carstvo je također sagradilo utvrđene položaje kod Darde i to tako vješto skriveno u gustom grmlju da ih habsburška vojska nije mogla vidjeti. Zbog ovog razloga vojvoda Karlo Lotarinški nije posumnjao da se Turci nalaze u blizini.

## Bitka
Ujutro 12. kolovoza je lotarinški vojvoda odlučio pomaknuti postrojbe prema Šiklošu, jer su položaji na tvrđoj podlozi bili povoljniji za bitku. Postrojbe na habsburškom desnom krilu su se počele kretati prema zapadu kroz gusto šumovito područje. Sari Sulejman-paša je procijenio da je to bila prigoda na koju je čekao. Zapovijedio je napad cijele svoje vojske na carevo lijevo krilo, kojim je zapovijedao bavarski elektor, a još uvijek se nalazilo na svom starom položaju, a prema habsburškim planovima za bitku se već trebalo pokrenuti prema zapadu. Tursko konjaništvo od 8 tisuća spahija je pokušalo okružiti habsburško krilo s lijeve strane. Zapovjednik krila, bavarski elektor je odmah poslao kurira glavnom zapovjedniku, lotarinškom vojvodi, obavijestivši ga da njegovom krilu prijeti okruženje i napad. Odmah se izdalo i proslijedilo zapovijedi te se odmah zauzelo položaje da bi se oduprijelo napadu nadmoćnijih turskih snaga, kojih je bilo dva puta više nego branitelja. Carsko pješaštvo je držalo svoje položaje, a general Piccolomini je s dijelom svojih konjaničkih regimenta uspješno izvršio protunapad i zaustavio napad turskog konjaništva.
Turskog velikog vezira je iznenadio ovakvi neočekivano žestoki neprijateljski otpor te je naredio prekinuti napad. Tursko topništvo je nastavilo gađati habsburške položaje. S druge strane, turske pješačkim i konjaničkim postrojbama se zapovijedilo ostati na svojim položajima, a pješaštvu i to da prijeđu u obranu iza utvrđenih objekata. Ovo je dalo dovoljno vremena desnom krilu habsburške vojske da se vrati na svoje početne položaje. Habsburški zapovjednik, lotarinški vojvoda je u početku mislio da bi njegove snage trebale braniti svoje položaje, što bi vodilo do relativnog primirja. No, da bi se dobilo inicijativu, Markgrof Ludvig Badenski ga je uvjerio neka naredi protunapad velikih razmjera. Carske vojske su se za ovaj protunapad prerasporedile do 3 sata popodne. U isto vrijeme je Sari Sulejman-paša odlučio opet napasti. Opet su spahije uz potporu janjičarskog pješaštva napale otvoreno pokušavajući okružiti habsburške postrojbe. Markgrof Badenski se uspješno oduprio napadu pomoću svojih pješačkih snaga i onda je prešao u napad na Turke, koji još nisu bili dovršili svoje obrambene položaje. Na čelu carskih snaga koje su vršile ovaj probojni dio napada na turske fortifikacije su bile postrojbe pod zapovjedništvom generala Rabutina i Eugena Savojskog. Tursko konjaništvo ih nije moglo okružiti zbog terena koji je bio nepovoljan za njihove konje te su konjanici morali sjahati. Turski napad, a zatim i turska obrana je kolabirala što je dovelo do povlačenja turske vojske koja je sasvim razbijena bježala s bojišta. Bitka se pretvorila u teški poraz turskih snaga.
Samo je lijevo krilo carske vojske osjetilo bitku u potpunosti, zbog guste šume koja se nalazila ispred desnog krila habsburške vojske i koja ga je omela u napadu. Unatoč tome, desno krilo je poduzelo manevar prema desno da bi prisililo turske postrojbe na prebacivanje i povlačenje, no carski redovi su se zagubili u šumi. Gubitci carske vojske su prema nekim izvorima bili vrlo mali, samo 600 poginulih. Turske postrojbe su pretrpile velike gubitke, a neki izvori procjenjuju da su imali 10.000 poginulih uz izgubljeno sve topništvo (oko 66 topova) i većinu logističke opreme. Zaplijenjen je veličanstveni vezirov zapovjednički šator i 160 turskih zastava. Izvješća govore da je vrijednost plijena kojeg se predalo bavarskom elektoru je prelazila 2 milijuna dukata.

## Posljedice
Tursko Carstvo je palo u duboku krizu nakon bitke. Nastala je pobuna u vojsci, posebno među janjičarima. Zapovjednik Sari Sulejman-paša se pobojao da bi ga mogle ubiti njegove vlastite postrojbe te je pobjegao sa zapovjednog mjesta, prvo u Beograd i potom u Carigrad. Kad su vijesti o porazu i pobuni stigle u Carigrad početkom rujna, Abaza Sivajus-paša je postavljen za zapovjednika i malo zatim za velikog vezira. Dok je preuzeo zapovjedništvo, turska se vojska rasula i turske domaće snage (janjičari i spahije) su se počele vraćati prema Carigradu, a pri tome su ih vodili niži časnici. Čak se i namjesnik velikog vezira prepao i sakrivao. Sari Sulejman-pašu se smaknulo.  Sultan Mehmed IV. je postavio za zapovjednika carigradskog tjesnaca Fazila Mustafu-pašu Ćuprilića za namjesnika velikog vezira u Carigradu. Savjetovao se s postojećim vojskovođama i inim turskim državnicima. Nakon toga se je 8. studenog 1687. odlučilo detronirati sultana Mehmeda IV. i postaviti Sulejmana II. za novog sultana.
Raspad turske vojske je omogućio carskim habsburškim snagama osvojiti velika područja. Oslobodili su Osijek, Petrovaradin, Srijemske Karlovce, Ilok, Valpovo, Požegu, Palotu i Eger. Veći dio današnje Slavonije i  Erdelja je došao pod carsku vlast. 9. prosinca 1687. je uspostavljen požunski Sabor, a nadvojvoda Josip je okrunjen za prvog nasljednog kralja Ugarske, a potomci habsbruških careva za izabrane ugarske kraljeve. Tursko Carstvo je bilo paralizirano godinu dana, a Habsburgovci su uspjeli osloboditi Beograd i prodrijeti duboko na Balkan.
Osim toga, Ugarska se odrekla svog prava otpora i protuslovljenja kralju (jus resistendi/jus contradicendi). Spor koji je trajao od smrti kralja Ludovika II. 1526. između Habsburgovaca, Turaka, ugarskog plemstva i sedmogradskih knezova oko krune sv. Stjepana je završio u korist Habsburgovaca. Nakon formalne izjave je 25. siječnja 1688. Kraljevina Ugarska postala habsburškom nasljednom državom. Muslimansko stanovništvo je izbjeglo iz oslobođenih dijelova Ugarske, Slavonije i Erdelja, dijelom zbog okrutnosti kršćanskih osvajača, djelimice zbog muslimanskog vjerskog zakona koji je predviđao iseljavanje u slučaju zauzimanja zemlje od nemuslimana.
Da bi se izbrisalo sjećanje na poraz čeških i ugarskih kršćana protiv Turaka iz 1526., odlučilo se da se ova bitka također nazove bitkom kod Mohača, iako je mjesto prijašnje mohačke bitke bilo udaljeno nekoliko kilometara.